# Hermandad de San Cristóbal (Castilblanco)
La Hermandad de San Cristóbal es una hermandad de culto católico que tiene sede en Castilblanco, en la comunidad autónoma de Extremadura (España).

## Representaciones

### San Cristóbal
La imagen de San Cristóbal se custodia en la iglesia de San Cristóbal. La talla policromada representa a san Cristóbal vestido de color verde, con capa roja. En la mano derecha porta un bastón y la izquierda la lleva apoyada en la cintura. Carga con el niño Jesús, el cual porta a su vez una bola del mundo en la mano.

## Procesiones
Durante las fiestas en honor a san Cristóbal, que se celebran el primer fin de semana de agosto, la hermandad desfila con la imagen de san Cristóbal.